# Обелов, Лев Васильевич
Лев Васильевич Обелов (3 января 1923, Уржум, Вятская губерния — 4 мая 1987, Москва) — командир эскадрильи 566-го штурмового авиационного полка (277-я штурмовая авиационная дивизия, 1-я воздушная армия, 3-й Белорусский фронт), старший лейтенант, Герой Советского Союза.

## Биография
Русский по национальности, Обелов родился в семье служащего. После окончания двух курсов Московского речного техникума в июне 1940 года начал службу в рядах Советской Армии. Затем он прошёл обучение в Олсуфьевской (1940 год) и Балашовской (1941 год) военных авиационных школах пилотов и в Краснодарском объединённом военном авиационном училище (1943 год).
В боях начал принимать участие с января 1944 года. К февралю 1945 года на счету Обелова, командира эскадрильи 566-го штурмового авиационного полка, было 145 боевых вылетов, целями которой являлись разведка и штурмовка укреплений и аэродромов противника, скоплений его войск. Во время вылетов лётчик подверг уничтожению 18 танков, несколько десятков автомашин, 2 самолёта, несколько складов горючего и боеприпасов. 19 апреля 1945 года Обелову было присвоено звание Героя Советского Союза.
В послевоенное время продолжал нести военную службу вплоть до 1953 года, когда был уволен в запас. Устроившись мастером на автобазу, Обелов проживал в Москве.

## Награды
- Медаль «Золотая Звезда» Героя Советского Союза;
- Орден Ленина;
- 3 ордена Красного Знамени;
- Орден Александра Невского;
- 2 ордена Отечественной войны I степени
- Орден Отечественной войны II степени
- Орден Красной Звезды;
- Медаль «За боевые заслуги»;
- медали[2]

## Память

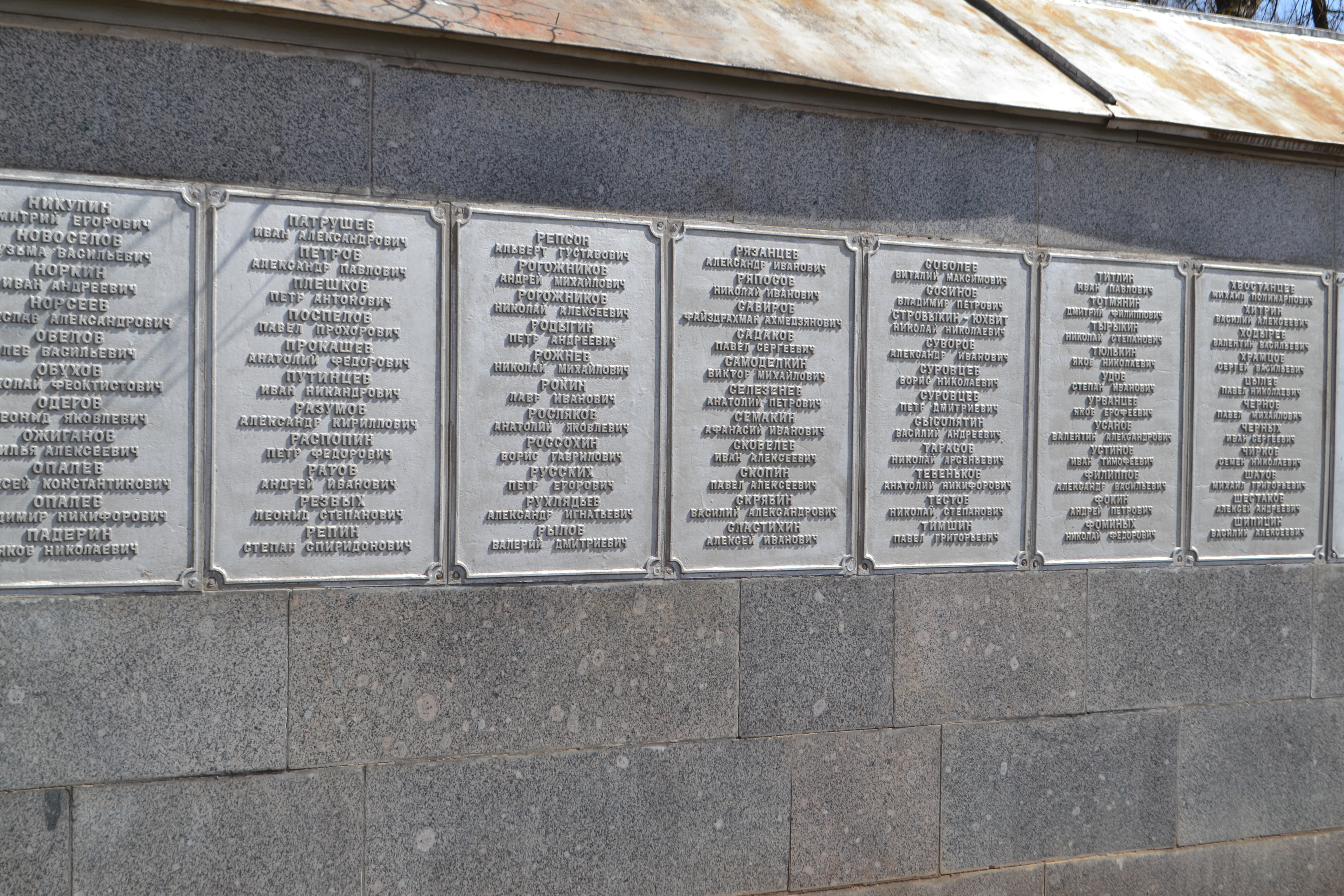
Имя Героя на мемориальной доске в парке г. Кирова

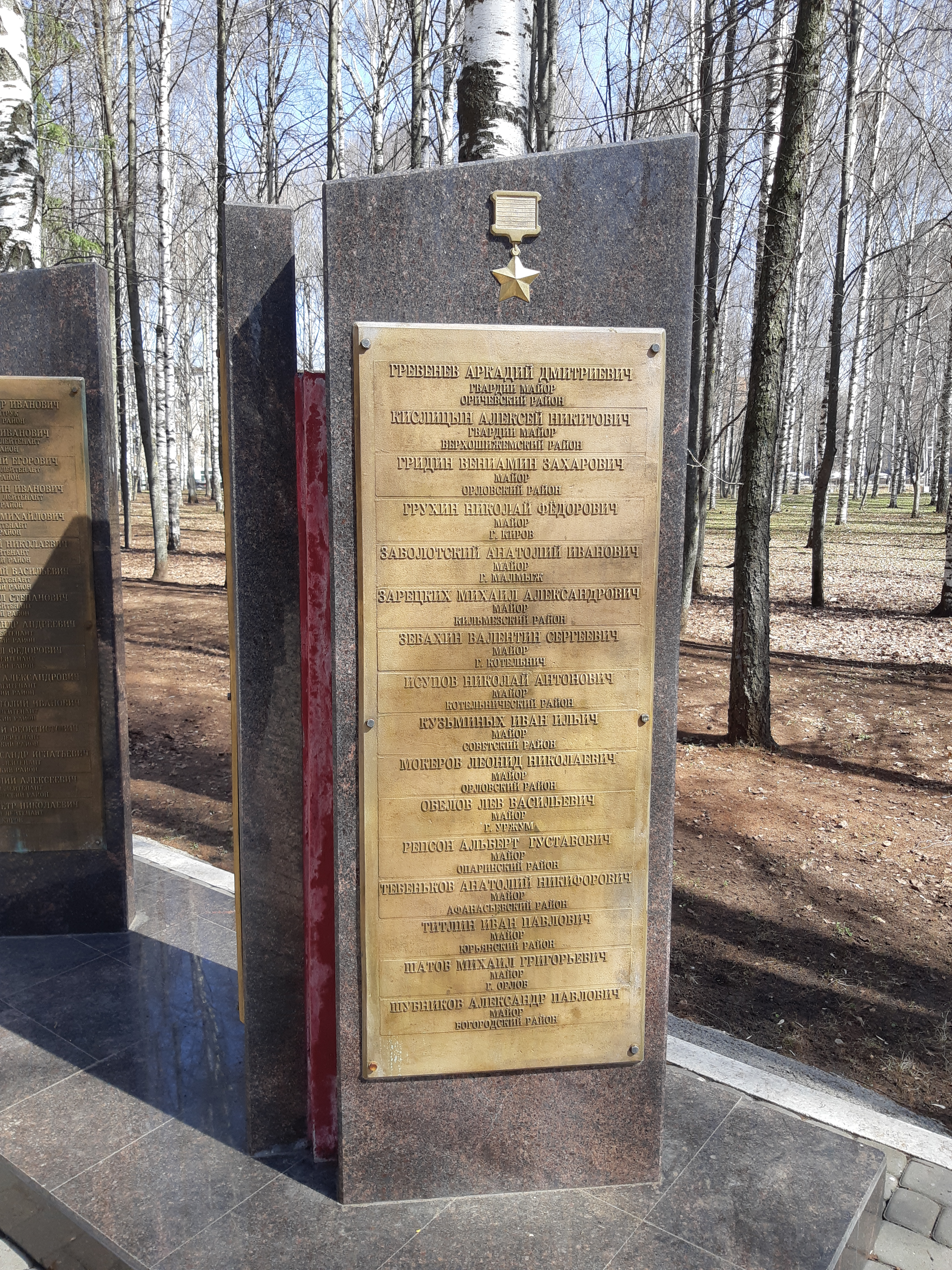
Имя Героя на гранитной стелле в парке Победы в Кирове.

- Его имя на гранитной стелле в парке Победы в Кирове.
- Имя Героя высечено золотыми буквами в зале Славы Центрального музея Великой Отечественной войны в Парке Победы г. Москвы.
- Имя Героя Советского Союза увековечено на мемориальной доске, установленной в парке Дворца Пионеров в городе Кирове.
- На могиле героя на Новом Донском кладбище (18 уч.) установлен надгробный памятник.